# Бостис, Дэвид
Дэвид Бостис (англ. David Bostice; род. 3 апреля 1972, Лос-Анджелес, США) — американский боксёр-профессионал, выступавший в тяжёлой весовой категории.

## Профессиональная карьера
Бостис дебютировал на профессиональном ринге в 1996 году. К своему 19-му поединку потерпел первое поражение.
Проиграл по очкам в 10-раундовом бою Израэлю Колу. В марте 2000 года победил Зури Лоуренса.
После этого поединка вышел на ринг с известным украинцем, Владимиром Кличко, и проиграл ему нокаутом во втором раунде бой за титул Интерконтинентального чемпиона по версии WBA.
В сентябре победил Эда Махоуна, а через 2 месяца победил бывшего чемпиона, Альфреда Коула.
В 2001 году проиграл нокаутом в первом раунде другому бывшему чемпиону, Тиму Уизерспуну, а затем по очкам проиграл южноафриканцу, Франсуа Боте.
В 2004 году победил новозеландца, Чонси Уэлливера. Проиграл по очкам американцу Кэлвину Броку.
В 2005 году проиграл по очкам американцу, Малику Скотту и немцу, Луану Красничи.
Выиграл по очкам 2 боя, а затем в марте 2007 года, уступил нокаутом российскому боксёру, олимпийскому чемпиону, начинающему профессионалу, Александру Поветкину.